# Txetxens
Els txetxens (txetxè: Noxçi, singular Noxçuo) són el grup ètnic nadiu més gran originari del Caucas del Nord.
S'anomenen a si mateixos nakhtxe (en plural, nakhtxui "els homes") parlen el txetxè, un idioma caucàsic, relacionat amb l'ingúix i el lesguià, 
Segons el cens soviètic del 1989, eren 958.000 individus, dels quals el 80,02% parlava la llengua ètnica (segons dades del 1979, eren 756.000 individus)
Ocupen el territori entre els rius Terek i Aktash, i es divideixen en tres tribus: Ankhe, Galgai i Itxkeri, i parlen set dialectes: ploskostnoi, akka, ksita, txerberbi, melkha, ittumkala i galatxog. De tots aquests, l'akka mostra una parla de transició cap a l'ingúix, que d'antuvi era una secció dels txetxens.
Els txetxens eren 407.734 al cens del 1939 (a part dels 92.074 ingúixos). Després de la deportació del 1944, els txetxens van poder tornar al seu país entre 1957 i 1960 però el 1958 encara eren minoria dins la república, que tenia un total de 700.000 habitants, majoritàriament russos.
Sota el règim soviètic, els txetxens-ingúixos foren considerats una nació dividida en dues nacionalitats; de fet, res distingeix els txetxens dels ingúixos, i la llengua d'aquestos darrers és només un dialecte del txetxè, el qual està dividit en tres dialectes: l'ingúix, el čaberloy o alt txetxè (de les muntanyes) i el baix txetxè (de la plana); aquest darrer és la base de la llengua literària, que el 1925 va adoptar un alfabet llatí (abans es va fer un intent d'escriure en caràcters àrabs); l'ingúix va esdevenir llengua literària el 1933, també amb alfabet llatí. El 1934, les dues llengües es van unir en el txetxè-ingúix i el 1938 es va adoptar l'alfabet ciríl·lic. Posteriorment, les dues llengües es van separar altre cop després del 1957, separació que s'ha mantingut.